# تک‌پرها
تک‌پرها (نام علمی: Myadestes) گونه‌ای از پرندگان تک‌پر با جثه متوسط و عمدتاً حشره‌خوار از خانواده توکایان (Turdidae) است.
آنها در قاره آمریکا و جزیره اوکینا در هاوایی یافت می‌شوند، جایی که چندین گونه جزیره‌ای منقرض شده‌اند.
این سرده شامل ۱۳ گونه است: